# Mario Bueno
Mario Agustin Bueno Castillo (* 25. November 1972 in Guadalajara, Jalisco) ist ein ehemaliger mexikanischer Fußballspieler, der vorwiegend im Mittelfeld agierte. 

## Leben
Seinen ersten Profivertrag erhielt Bueno 1997 bei den UANL Tigres. Ein Jahr später wechselte er zu seinem Heimatverein Chivas Guadalajara, für den er in zwei Etappen bis Ende 2002 tätig war. Dazwischen war er für den 
CF Atlante tätig. 2003 spielte er für insgesamt drei Vereine; zunächst den Querétaro FC, dann den CD Irapuato und zuletzt den CD Zacatepec. 
2018 wurde Bueno im texanischen Kleberg County wegen angeblich illegalem Drogenhandel inhaftiert.